# Дэвисс, Мария Томпсон

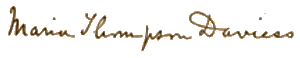
Подпись Марии Дэвисс

Мария Томпсон Дэвисс (англ. Maria Thompson Daviess; 1872—1924) — американская писательница и художница.
Суфражистка, являлась членом Лиги равного избирательного права (Equal Suffrage League) в Кентукки, а также соучредителем и вице-президентом его отделения в Нэшвилле (Tennessee Equal Suffrage Association) и организатором отделения в Мэдисоне (Madison Equal Suffrage League).

## Биография
Родилась 25 ноября 1872 года в Харродсбурге, штат Кентукки, в семье Джона Бертона Томпсона Дэвис и Леоноры Гамильтон Дэвис. Её отец умер, когда девочке было восемь лет, и впоследствии семья переехала в Нэшвилл, штат Теннесси. Её бабушка по отцовской линии, полная тёзка, была колумнистом и лектором.
В течение одного года Мария проучилась год в колледже Уэллсли, после чего отправился в Париж, чтобы изучать искусство. Вернувшись в Нэшвилл, она продолжила рисовала и одновременно занималась писательством. Её первый роман «Miss Selina Lue and the Soap-box Babies» был опубликован в 1909 году. А опубликованная в 1912 году книга «The Melting of Molly» стала одной из самых продаваемых книг года. В период с 1909 по 1920 год она опубликовала шестнадцать романов.
В 1921 году Мария Томпсон Дэвисс переехала в Нью-Йорк, где и умерла 3 сентября 1924 года. Была похоронена на кладбище Spring Hill Cemetery в родном городе.
Она не была замужем и не имела детей.